# Pinar del Rey (Madrid)
Pinar del Rey es un barrio de Madrid, situado en el distrito de Hortaleza. Cuenta con una población de 52 274 habitantes (2018) e incluye el casco antiguo de Hortaleza, las barriadas de San Lorenzo y Santa María y la U.V.A. de Hortaleza. Entre 2008 y 2018 Pinar del Rey perdió un 10 % de población.

## Ubicación

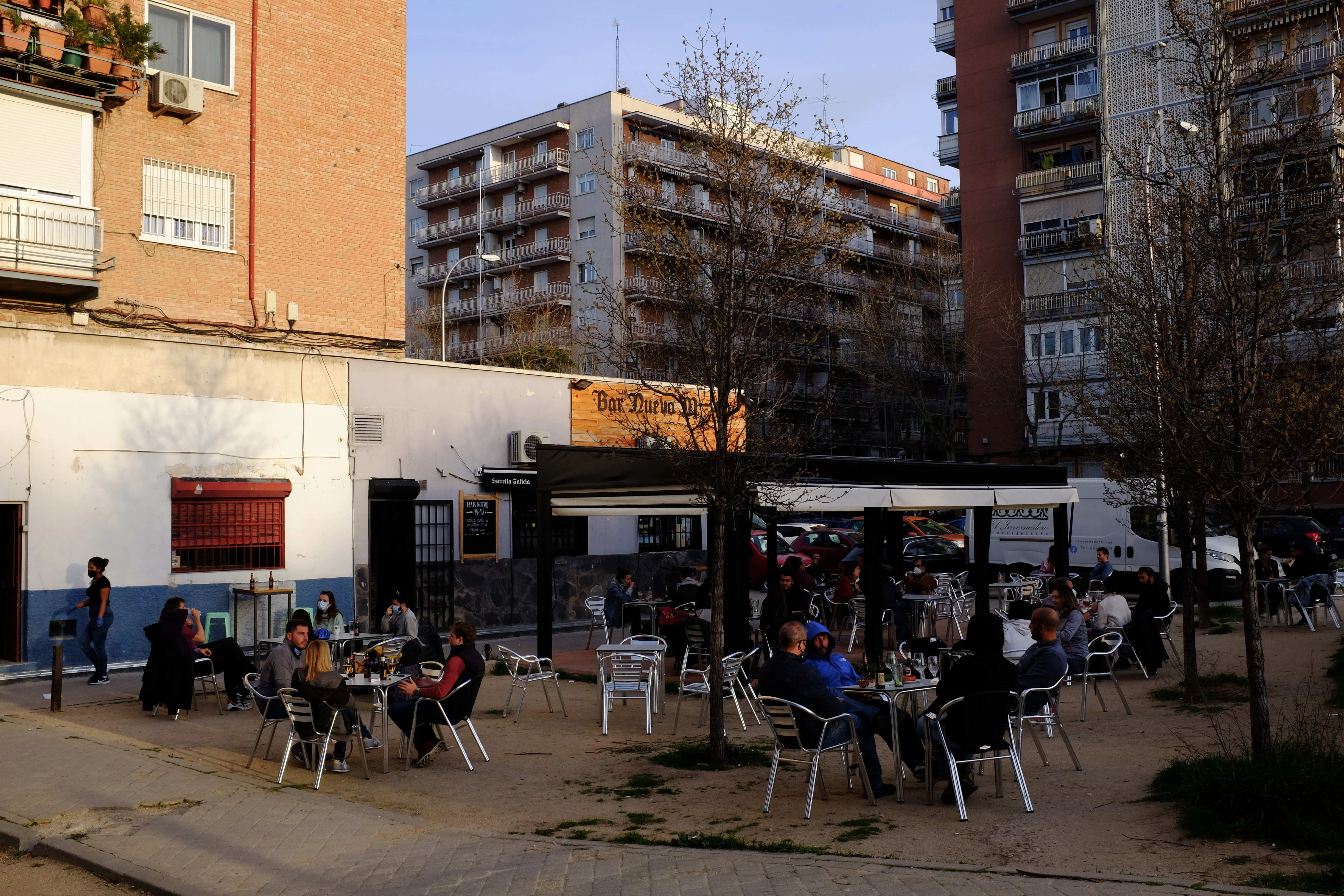
Bar y personas en el barrio

Limita al norte con Apóstol Santiago, al norte y este con Valdefuentes, al sur con Canillas y al oeste con Atalaya (Ciudad Lineal). Está delimitado por un triángulo formado al sur por la Gran Vía de Hortaleza, la carretera de acceso a la Estación de Hortaleza y la calle Manuel Azaña.

## Historia
Este barrio debe su nombre a que en sus orígenes albergaba uno de los pinares más frondosos e ilustres de los alrededores de Madrid. A principios del siglo XX fue una zona donde los nobles fijaban sus casas de campo. Asimismo tuvo un desarrollo urbano vanguardista con la puesta en marcha de alguno de los proyectos impulsados por Arturo Soria. En la actualidad apenas queda una pequeña muestra del pinar que se sigue conservando tal y como era en sus orígenes pero muy mermado.